# Caféiculture en Inde

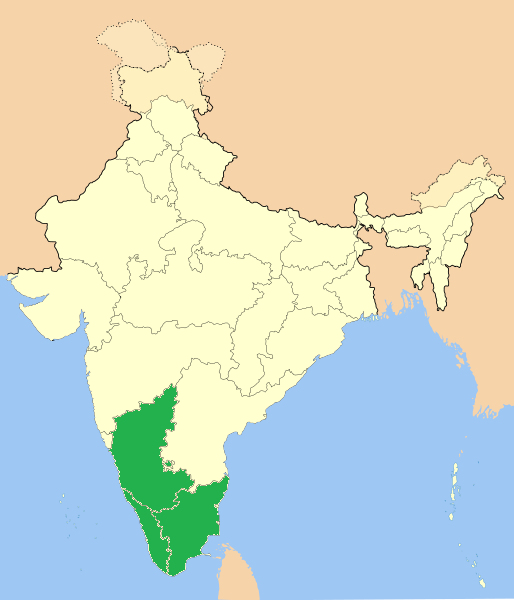
Les principales régions caféières de l'Inde.

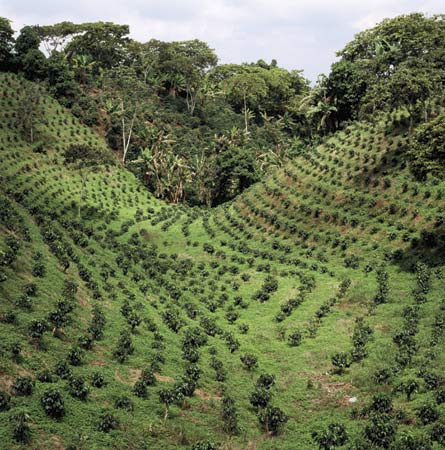
Plantation de café au Karnataka.

La caféiculture en Inde est localisée sur les collines des États de l'Inde du Sud, celui de Karnataka comptant pour 53 % suivi du Kerala avec 28 % et du Tamil Nadu avec 11 % d'une production de 8 200 tonnes. Le café indien est réputé être le café cultivé à l'ombre le plus fin du monde. Il y a environ 250 000 caféiculteurs en Inde, 98 % étant de petits cultivateurs. En 2009, l'Inde comptait pour 4,5 % de la production mondiale de café. 80 % de la production du pays est exportée. Parmi ces exportations, 70 % est envoyé en Allemagne, en Russie, en Espagne, en Belgique, en Slovénie, aux États-Unis, au Japon, en Grèce, aux Pays-Bas et en France, l'Italie achetant quant à elle 29 % du reste. La plupart des exportations transitent en bateau par le canal de Suez.

## Histoire
Le café indien, cultivé principalement au sud du pays sous des conditions de mousson, est également désigné comme « Indian monsooned coffee ». Sa saveur est décrite comme « The best Indian coffee reaches the flavour characteristics of Pacific coffees, but at its worst it is simply bland and uninspiring ».
Les deux espèces de café cultivées sont l'arabica et le robusta. La première fut introduite sur les pentes du Baba Budan Giri (en), montagne du Karnataka, au XVIIe siècle et vendue au fil des ans sous les labels Kent et S.795.
Les débuts de la culture de café dans la région avait pris place en 1670, par des Indiens de souche et la première  plantation fut établie en 1840 aux alentours de Baba Budan Giri et les collines de Karnataka.
Le café est ensuite cultivé dans deux autres régions caféières traditionnelles de l'Inde, Kerala et Tamil Nadu, de l'Inde du Sud, ainsi que dans de nouvelles zones de Andhra Pradesh et Odisha, sur la côte orientale du pays, et dans les États d'Assam, Manipur, Meghalaya, Mizoram, Tripura, Nagaland et Arunachal Pradesh, au Nord-Est de l'Inde, connues populairement comme les « Seven Sister States of India » (littéralement depuis l'anglais les « sept états sœurs »).
La caféiculture en Inde croît à partir des années 1845-1850, dans le sud, notamment dans les collines de Hassan et Kuder de l'État de Mysore, avec des domaines assez semblables à ceux de Ceylan, et environ 150 000 travailleurs recrutés annuellement dans les régions voisines, sur la période 1870-1875. De forts moyens financiers, largement européens, profitent aux grandes propriétés, avec des rendements presque forts qu'à Ceylan mais des résultats bien moindres, 355 tonnes en 1866 alors que Inde culminera à 500 000 tonnes en 1879. Dans les années 1870, les ventes de café sont au dixième rang des exportations de l'Inde.
Un "India Coffee Board" est créé en 1907  pour relancer la qualité et la diffusion de la caféiculture, via des mesures d'éducation paysanne. Dans les années 1920, la variété d'arabica "Kent", adaptée au climat local très humide, se développe grâce à résistance à la rouille du caféier, mais celle-ci mute, s'adaptant à la nouvelle variété, ce qui fait de l'Inde le pays dans le monde où la rouille du caféier a le plus grand nombre de souches biologiques différentes.
Le S795, autre variété résistante est lancée en 1945, avec des notes de Mokka  dans sa saveur et résiste mieux mais les coûts de production sont renchéris par la nécessité d'utiliser la mixture de Bordeaux, du coup ces cultivars sont réservés au tiers des plantations indiennes, celles qui sont situées le plus en altitude.
De plus, les règles encadrant la filière sont durcies en 1942. Résultat, en 1960, la production indienne ne dépasse pas 60 000 tonnes, dans un cadre strictement organisé par l'État.
En 1991, la mise en place de mesures de libéralisation économique permet à l'activité caféière de bénéficier de coûts de production plus bas qu'ailleurs. Près de 250 000 personnes cultivent le café dans la région de Karnataka, et 98 % le font sur des petites plantations familiales. En 1993, l' Internal Sales Quota (ISQ), nouvelle réglementation permet aux caféiculteurs de vendre  30 % leur production à l'intérieur de l'India.[2] Puis elle est amendée en 1994, devenant le Free Sale Quota (FSQ), qui autorise les plus modestes d'entre eux à céder 70 % à 100 % de leur récolte à qui ils souhaitent, exportateurs ou grossistes sur le marché intérieur. Le dispositif est parachevé en septembre 1996, ces libertés étant accordées à toute la filière, sans distinction de taille.
Accompagnant cette politique, la production de café indienne double entre 1984 et 1994, passant de 105 000 à 208 000 tonnes, pour s'inscrire au 5e rang des principaux producteurs de café dans le monde, à égalité avec le Guatemala, un rang que le pays va ensuite conserver dans les décennies qui suivent. Les petits planteurs travaillant sur moins de dix hectares cultivent 75 % des 347 000 hectares consacrés au café, tandis que la récolte nationale se répartit entre 30 % d'arabica et 70 % de robusta.
Pour s'adapter à la Mousson, les planteurs indiens ont utilisé les dérivés de l'"Hibrido de Timor", un arabusta, ou hybride naturel d'arabica et de robusta qui ressemble à l'arabica. Ils ont planté du Cauvery, variété de Catimor un croisement de Caturra (Brésil, Colombie) et d'Hibrido de Timor, résistant à la rouille des feuilles (Hemileia vastatrix).